# Eudonia nectarioides
Eudonia nectarioides là một loài bướm đêm thuộc họ Crambidae. Nó là loài đặc hữu của Hawaii.